# Phyllopsora homosekikaica
Phyllopsora homosekikaica är en lavart som beskrevs av Elix. Phyllopsora homosekikaica ingår i släktet Phyllopsora och familjen Ramalinaceae.   Inga underarter finns listade i Catalogue of Life.